# Gebrauchsliteratur
Gebrauchsliteratur ist der Oberbegriff für Bücher und Schriften (Gebrauchssschriften), die zu einem bestimmten Zweck ohne künstlerischen Anspruch verfasst werden und an diesen Zweck gebunden bleiben. Gebrauchsliteratur umfasst sowohl Fachliteratur (bzw. Fachprosa wie Arzneibücher) als auch Sachliteratur. Im weiteren Sinne wird damit die gesamte nicht-fiktionale Literatur bezeichnet. Gebrauchsliteratur ist also durch das Fehlen von Humor, Ironie, Charme, sprachlichem Reiz und andere Stilmittel charakterisiert. Oder: „Bücher hätten keine Offenbarungsquellen zu sein, sondern alltagspraktische Instrumente“, nämlich Gebrauchsliteratur.
In dieser literarischen Form werden Gegenstände des Alltags behandelt, wie es auch in der Publizistik geschieht. Reportagen, Porträts und Essays sind Gebrauchsliteratur. In der Weimarer Republik galt die an die Publizistik angenäherte Gebrauchsliteratur als Neue Sachlichkeit. Eine funktionalistische Sicht auf die Gesellschaft konnte aber durchaus Gegenstand literarischer Werke sein, beispielsweise bei Robert Musil, Herbert Broch, Erich Kästner oder Bertolt Brecht. „Kürze und Weltweisheit sind die Bausteine der kleinen Form, die seit jeher zwischen Mündlichkeit und Schriftlichkeit oszilliert, zwischen Gebrauchsliteratur und Kunstrede, literarischer Durchformung und Alltagssprache“.
Das Deutsche Textarchiv führt 270 Werke in der Kategorie Gebrauchsliteratur. Dazu zählt Anstandsliteratur, Astrologie, Bericht, Biologie, Erbauungsliteratur, Flugschrift, Gartenbau, Gelegenheitsschrift, Gesellschaft, Handbuch, Hausväterliteratur, Kochbuch, Kriminalistik, Kunst, Ökonomie, Pädagogik, Pflanzenbuch, Philologie, Philosophie, Poetik, Politik ….
Aus Sicht des Kinderbuchautors Andreas Steinhöfel können auch Kinderbücher als Gebrauchsliteratur betrachtet werden.
Eine „neue Art von Gebrauchsliteratur“ machte Manfred Dworschak 2014 in einem Der-Spiegel-Beitrag aus: bei Wattpad, einer E-Book-Plattform für Autoren.